# Nemesis the Warlock
Nemesis the Warlock (dt.: Nemesis der Hexenmeister) ist eine britische Comicserie, die vom Autor Pat Mills und dem Zeichner Kevin O’Neill für das britische Comicmagazin 2000AD entworfen wurde.

## Veröffentlichung
Die Serie begann 1980 in der Ausgabe 167 von 2000AD mit dem Comic Terror Tube, in welcher Nemesis noch als gesichtsloser Freiheitskämpfer in seinem Raumschiff, dem Blitzspear, vor der Polizei flüchtet. Durch den großen Erfolg folgte eine zweiteilige Fortsetzung (Killer Watt) und Nemesis the Warlock wurde Teil der wöchentlich in 2000AD erscheinenden Comics, wo die Serie mit einer zehn Jahre dauernden Unterbrechung von 1989–1999 erschien und auch zahlreiche 2000AD crossover und Alben produzierte.

## Handlung
Die Handlung von Nemesis the Warlock findet in einer fernen Zukunft auf der Erde und anderen Teilen des Universums statt und handelt vom Kampf höchst unterschiedlicher Freiheitskämpfer, mit Nemesis an der Spitze, gegen das Imperium von Termight (mighty Terra), einem xenophoben Polizeistaat, der vom Großmeister Torquemada angeführt wird und alles nichtmenschliche Leben, auf welches das Imperium trifft, vernichten will.
Dabei gibt es in Nemesis sowohl Science-Fiction als auch Fantasyelemente.

## Charaktere

### Nemesis
Nemesis ist der Angehörige einer Spezies von dämonenartigen Außerirdischen mit einem spitzen, kaum zu Ausdrücken fähigen, ankerähnlichen Kopf, Hörnern und Hufen, er kann Feuer speien, und allerlei Magie wirken, wie etwa das Verändern seiner Gestalt, das Beeinflussen von Träumen oder das Erzeugen von Illusionen. Zudem besitzt Nemesis das mächtige Schwert Excessus, welches er dem rechtmäßigen Besitzer Sir Olric, der von Torquemada mit dessen Suche beauftragt wurde, nach dessen Ermordung entriss.
Nemesis kämpft als Anführer des Widerstands gegen Torquemada und seine Terminatoren und wandelt sich langsam vom moralischen Helden zum Antihelden, der zum Erreichen seiner Ziele auch mal fragwürdige Dinge tut. Letztendlich stellt sich heraus, dass Nemesis’ Kampf eher seiner eigenen Unterhaltung dient als den vermuteten, edlen Motiven.

### Purity Brown
Purity ist ein Mensch und Angehörige des Widerstands um Nemesis, an dessen Seite sie kämpft, bis sie zeitweilig durch seine Motive abgestoßen wird. Puritys Vater wurde wegen einer Beleidigung des Großmeisters im Traum zum Tode verurteilt.

### Tomas de Torquemada
Tomas de Torquemada ist der Großmeister von Termight, und Anführer der Terminatoren, sein Ziel ist die Vernichtung allen nichtmenschlichen Lebens, so wie aller Abweichler, die sich gegen ihn stellen. Torquemada geht für gewöhnlich mit extremer Gewalt und Grausamkeit gegen seine Feinde vor, so dass es nicht verwundert, dass Foltern eine Kunst ist, die man in seinem Reich studieren kann, und er dazu neigt, seine Opfer einzukerkern, bis er sich eine wirklich passende, entsprechend furchtbare Strafe ausdenken kann. Der Großmeister wird als muskulöser Mann mit bedrohlicher, spitz zulaufender Stahlmaske dargestellt, welche an die Kopfbedeckung des Ku-Klux-Klan erinnert; in späteren Ausgaben kann man sehen, das Torquemada unter seiner Maske einen kahlen und kantigen Schädel verbirgt. Torquemada ist die Reinkarnation des ersten Tomas de Torquemada sowie Adolf Hitlers, er ist über Abschnitte der Serie hinweg zum Teil unsterblich, da er in einer Art Teleporterunfall nicht mehr rematerialisiert, sich fremder Körper bedient und sogar nach seinem Tod aus der Vergangenheit wiederkehrt, ein von ihm oft verwendeter Satz lautet „Be pure be vigilant behave!“ (dt.: Seid rein, seid wachsam, benehmt euch!)

### Candida de Torquemada
Candida ist die Frau von Tomas de Torquemada und Mutter seiner beiden Kinder. Durch die Ereignisse in der Serie, und hauptsächlich durch die Tatsache, dass sie mit Tomas verheiratet ist, verliert sie für einige Zeit den Verstand. Tomas kümmert sich währenddessen liebevoll um sie, was ganz im Gegensatz zu seinem Wesen zu stehen scheint.

### Chira
Die erste Gefährtin von Nemesis und die Mutter seines Sohnes Thoth. Wie alle Weibchen ihrer Spezies ist ihre Magie mächtiger als die der Männchen, außerdem hat sie das Aussehen einer zentaurenartigen Version der Männchen. Sie kommt durch die Intrigen Magnas zu Tode.

### Magna
Die zweite Frau von Nemesis. Sie lässt Torquemada über den Aufenthaltsort von Chira informieren und ist somit für deren Tod mitverantwortlich. Der Grund dafür ist, dass sie so Nemesis vereinnahmen kann, außerdem verschlingt sie Grobbendonk. Sie wird von Nemesis erschlagen, nachdem dieser die Wahrheit erfährt.

### Grobbendonk
Ist eine Art wurmartiges Katzenwesen mit Antennen und Streifen, welches erst dem Großonkel von Nemesis, Baal, gehört hat und später zu einem Haustier von Nemesis selbst wird. Grobbendonk spricht Kauderwelsch, einen Dialekt der Randwelten, im Original „gibberish“ genannt, was seine Äußerungen nur schwer verständlich macht.
Er wird schließlich von Magna verschlungen.

### Terminatoren
Die Terminatoren sind die fanatischen Anhänger und die Armee von Torquemada, sie tragen unterschiedliche Formen von bedrohlichen Stahlmasken und durchziehen das All auf der Suche nach fremdem Leben, welches sie zu vernichten trachten. Die Terminatoren gliedern sich in sieben Sektionen (Chapter) mit eigenen bizarren Ritualen. Die Masken der Terminatoren werden gelegentlich aus der stählernen Haut von Blitzspears, welche diese nach der Häutung zurücklassen, geschmiedet.

### Blitzspear
Der Blitzspear ist das lebende Raumschiff, das von Nemesis und seiner Spezies verwendet wird. Der Blitzspear wird nicht gebaut, sondern muss in einer Art Initiationsritus gebändigt und „zugeritten“ werden, bis er sich dem neuen Eigentümer unterwirft. Dann wird er zum Schutz vor Verletzungen mit einer Metallschicht eingefasst, welche sich dann alle 100 Jahre wie bei einer Schlange erneuert und ein beliebter Rohstoff für Terminatormasken ist. Der Blitzspear ähnelt stark der Warlock-Spezies, was im Comic mit der Entstehung aus einem gemeinsamen Vorfahren erklärt wird.

### ABC Warriors
In einigen Geschichten wie etwa „The Gothic Empire“ tauchen die ABC Warriors auf; bei diesen handelt es sich um Robotersoldaten aus der gleichnamigen Serie, die ebenfalls bei 2000AD veröffentlicht und von Pat Mills erdacht wurde. Hauptsächlich tauchen Hammerstein, Ro-Jaws und Mek-Quake auf, aber auch die restlichen Charaktere sind zu sehen.
Die ABC Warriors helfen Nemesis in seinem Kampf gegen Torquemada, eine Ausnahme ist Mek-Qauke, welcher erst mit den Terminatoren zusammenarbeitet und dann schließlich die Seiten wechselt, als diese am Verlieren sind.